# Nappy Brown
Nappy Brown, geboren als Napoleon Brown Goodson Culp (Charlotte, 12 oktober 1929 – aldaar, 20 september 2008), was een Amerikaanse blueszanger.

## Biografie
Nappy Brown groeide op in Charlotte, waar hij al vroeg begon met het zingen van gospelmuziek. Later werd hij leadzanger van de Heavenly Lights, een religieuze band, die uiteindelijk verhuisde naar Newark om bij het daar gevestigde Savoy Records een contract te tekenen. In 1954 nam hij afscheid bij de band om een blues- en r&b-georiënteerde solocarrière te starten.
Direct na het uitbrengen van zijn weinig succesvolle debuutsingle Is It True in 1955 kwam nog in hetzelfde jaar de doorbraak met Don't Be Angry, die zich plaatste in de r&b-bestseller-hitlijst op positie 2. Nog in hetzelfde jaar lukte hem met Pitter Patter een verdere top 10-hit. Tot eind jaren 1950 verscheen nog een reeks verdere singles, waaronder Open up That Door, Little by Little en The Right Time. Zijn derde en laatste r&b top 10-hit It Don't Hurt No More plaatste zich in 1958 in de r&b-hitlijst op positie 8 en in de pophitlijst op positie 89. 
Een laatste, meer bescheiden hitsucces had Brown in 1959 met I Cried Like A Baby (#22). Het was een heruitgave van een opname uit 1956, waarbij hij werd begeleid door het orkest van Kelly Owens. Op veel van Browns songs waren markante saxofoonsolo's te horen van grootheden als Sam 'The Man' Taylor, Budd Johnson en Al Sears. Echter het eind van het decennium betekende vooralsnog ook het einde van Browns muziekcarrière. 
Midden jaren 1980 had Brown een comeback, toen hij in 1984 met The Heartfixers als achtergrondband het bluesalbum Tore Up uitbracht. Tot in de jaren 1990 bracht hij regelmatig albums uit.

## Overlijden
Nappy Brown overleed in september 2008 op 78-jarige leeftijd.

## Discografie
- 1954: Don't Be Angry (Savoy Records)
- 1954: That Man (Swift)
- 1955: Nappy Brown Sings (Savoy Records)
- 1958: The Right Time (Savoy Records)
- 1983: I Done Got Over (Stockholm)
- 1984: Tore Up (Alligator)
- 1987: Something Gonna Jump out the Bushes (Black Top Records)
- 1988: Just for Me (JSP Records)
- 1989: Deep Sea Diver (Melotone Records; live)
- 1990: Apples & Lemons (Ichiban)
- 1991: Aw! Shucks (Ichiban)
- 1995: I'm a Wild Man (New Moon)
- 1997: Who's Been Foolin' You (New Moon)

- Gemeinsame Normdatei: 134909216
- International Standard Name Identifier: 0000 0000 8019 3914
- Library of Congress Control Number: n88623374
- MusicBrainz: 8f9fe421-4255-485e-8180-638fbe1f3401
- Istituto Centrale per il Catalogo Unico: DDSV269705
- SNAC: w6zw2kqp
- Virtual International Authority File: 60659848
- WorldCat: E39PBJppF7cvFKwDWvp3fd7PwC